# Keizergans
De keizergans (Anser canagicus synoniem: Chen canagica) is een gans uit de familie Anatidae (Eendachtigen).

## Kenmerken

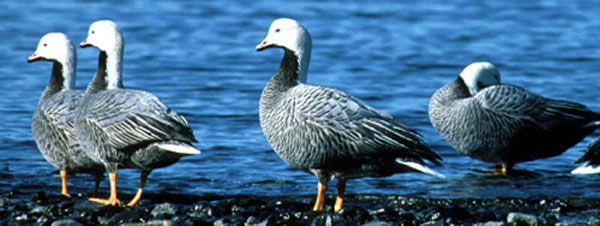
Keizerganzen

Deze 76 cm lange gans heeft een stevig grijs lichaam, subtiel gestreept met een witte kop en achternek, vaak lichtoranje vanwege het vele ijzer in het water. In tegenstelling tot de blauwachtige sneeuwgans is het wit niet doorgetrokken tot het begin van de nek. De geslachten zien er ongeveer hetzelfde uit, maar bij de jongeren heeft de kop dezelfde kleur als het lichaam.

## Leefwijze
De keizergans is minder sociaal dan de andere ganssoorten en blijft meestal bij de familie. Het voedsel is grotendeels plantaardig.

## Voortplanting
De eieren worden op de kust van de toendra gelegd en een nest bestaat meestal uit drie tot zeven eieren.

## Taxonomie
Op de soortenlijst van de American Ornithologists' Union is de wetenschappelijke naam: Chen canagica, de lijst van het International Ornithological Congress houdt het op: Anser canagicus.

## Verspreiding en leefgebied
De soort broedt rond de Beringzee, Alaska en in Kamtsjatka. De vogel overwintert voornamelijk in de Aleoeten.

## Status
De wereldpopulatie werd in 2009 geschat op rond de 100.000 exemplaren. Dit aantal neemt af. De oorzaken daarvan zijn onduidelijk, zowel jacht, als olievervuiling en klimaatverandering spelen daarbij waarschijnlijk een rol. Daarom staat deze gans als gevoelig op de Rode Lijst van de IUCN.